# Баргер-Остервен
Баргер-Остервен (нід. Barger-Oosterveen) — селище в нідерландській провінції Дренте. Входить до муніципалітету Еммен.
Його площа становить 0,43 км², а населення станом на 2021 рік складало 310 осіб.
Перша згадка про населений пункт датується 1867 роком.